# Kelnase
Kelnase est un village de la commune de Viimsi du comté de Harju en Estonie. Au 31 décembre 2011, il compte 23 habitants.